# Albert Emon
Albert Emon (ur. 24 czerwca 1953 w Berre-l’Étang) – francuski piłkarz grający na pozycji napastnika. W swojej karierze rozegrał 8 meczów w reprezentacji Francji i strzelił w nich 1 gola.

## Kariera klubowa
Swoją karierę piłkarską Emon rozpoczął w klubie CO Berre. W 1968 roku został zawodnikiem Olympique Marsylia. W 1971 roku awansował do kadry pierwszej drużyny Olympique. 9 stycznia 1972 zadebiutował w pierwszej lidze francuskiej w zremisowanym 1:1 domowym meczu z AC Ajaccio. W sezonie 1971/1972 wywalczył z Olympique zarówno mistrzostwo, jak i Puchar Francji. W sezonie 1975/1976 ponownie zdobył krajowy puchar.
Na początku 1978 roku Emon odszedł z Olympique do Stade de Reims. Po pół roku gry w tym klubie odszedł do AS Monaco. W sezonie 1979/1980 zdobył z Monaco Puchar Francji. W Monaco grał do końca sezonu 1980/1981.
W 1981 roku Emon został zawodnikiem Olympique Lyon. Dwa lata później zmienił klub i przeszedł do Sportingu Toulon Var. W 1986 roku został piłkarzem drugoligowego AS Cannes. W 1987 roku awansował z nim do pierwszej ligi, a w 1988 roku zakończył swoją karierę.
| Sezon   | Klub                | Kraj    | Rozgrywki  | Mecze | Bramki |
| ------- | ------------------- | ------- | ---------- | ----- | ------ |
| 1971/72 | Olympique Marsylia  | Francja | Division 1 | 1     | 0      |
| 1972/73 | Olympique Marsylia  | Francja | Division 1 | 2     | 0      |
| 1973/74 | Olympique Marsylia  | Francja | Division 1 | 19    | 5      |
| 1974/75 | Olympique Marsylia  | Francja | Division 1 | 37    | 12     |
| 1975/76 | Olympique Marsylia  | Francja | Division 1 | 32    | 11     |
| 1976/77 | Olympique Marsylia  | Francja | Division 1 | 29    | 6      |
| 1977/78 | Olympique Marsylia  | Francja | Division 1 | 13    | 4      |
| 1977/78 | Stade de Reims      | Francja | Division 1 | 6     | 4      |
| 1978/79 | AS Monaco           | Francja | Division 1 | 28    | 12     |
| 1979/80 | AS Monaco           | Francja | Division 1 | 29    | 10     |
| 1980/81 | AS Monaco           | Francja | Division 1 | 21    | 4      |
| 1981/82 | Olympique Lyon      | Francja | Division 1 | 30    | 5      |
| 1982/83 | Olympique Lyon      | Francja | Division 1 | 30    | 12     |
| 1983/84 | Sporting Toulon Var | Francja | Division 1 | 33    | 3      |
| 1984/85 | Sporting Toulon Var | Francja | Division 1 | 34    | 8      |
| 1985/86 | Sporting Toulon Var | Francja | Division 1 | 36    | 10     |
| 1986/87 | AS Cannes           | Francja | Division 2 | 33    | 9      |
| 1987/88 | AS Cannes           | Francja | Division 1 | 30    | 6      |

## Kariera reprezentacyjna
W reprezentacji Francji Emon zadebiutował 3 września 1975 roku w wygranym 3:0 meczu eliminacji do Euro 76 z Islandią. W swojej karierze grał też w eliminacjach do Euro 80. Od 1975 do 1980 roku rozegrał w kadrze narodowej 8 meczów, w których strzelił 1 gola.
| Mecze i gole w reprezentacji | Mecze i gole w reprezentacji | Mecze i gole w reprezentacji | Mecze i gole w reprezentacji | Mecze i gole w reprezentacji | Mecze i gole w reprezentacji | Mecze i gole w reprezentacji |
| #                            | Data                         | Stadion                      | Rywal                        | Wynik                        | Gol                          | Rozgrywki                    |
| 1975                         | 1975                         | 1975                         | 1975                         | 1975                         | 1975                         | 1975                         |
| ---------------------------- | ---------------------------- | ---------------------------- | ---------------------------- | ---------------------------- | ---------------------------- | ---------------------------- |
| 1.                           | 03.09.1975                   | Nantes, Francja              | Islandia                     | 3:0                          | 0                            | el. ME 1976                  |
| 2.                           | 13.10.1975                   | Lipsk, NRD                   | NRD                          | 1:2                          | 0                            | el. ME 1976                  |
| 3.                           | 15.11.1975                   | Paryż, Francja               | Belgia                       | 0:0                          | 0                            | el. ME 1976                  |
| 1976                         |                              |                              |                              |                              |                              |                              |
| 4.                           | 27.03.1976                   | Paryż, Francja               | Czechosłowacja               | 2:2                          | 0                            | towarzyski                   |
| 5.                           | 22.05.1976                   | Budapeszt, Węgry             | Węgry                        | 0:1                          | 0                            | towarzyski                   |
| 1979                         |                              |                              |                              |                              |                              |                              |
| 6.                           | 25.02.1979                   | Paryż, Francja               | Luksemburg                   | 3:0                          | 1                            | el. ME 1980                  |
| 7.                           | 04.04.1979                   | Bratysława, Czechosłowacja   | Czechosłowacja               | 0:2                          | 0                            | el. ME 1980                  |
| 1980                         |                              |                              |                              |                              |                              |                              |
| 8.                           | 23.05.1980                   | Moskwa, ZSRR                 | ZSRR                         | 0:1                          | 0                            | towarzyski                   |

## Kariera trenerska
Po zakończeniu kariery piłkarskiej Emon został trenerem. W 1991 roku zatrudniono go na stanowisku pierwszego trenera w OGC Nice. W sezonie 1993/1994 awansował z klubem z Nicei z drugiej do pierwszej ligi. W Nice pracował do 1996 roku. W 1997 roku był trenerem Sportingu Toulon Var.
W grudniu 2001 roku Emon został szkoleniowcem Olympique Marsylia. W 2002 roku odszedł z klubu i został zastąpiony przez Alaina Perrina. W latach 2006–2007 ponownie prowadził Olympique. Doprowadził go do wywalczenia wicemistrzostwa Francji oraz do finału Pucharu Francji (Olympique przegrał w nim po rzutach karnych z FC Sochaux-Montbéliard).
Od 2009 do stycznia 2011 Emon pracował w AS Cannes.
W grudniu 2012 objął posadę trenera AC Ajaccio. Zastąpił na tym stanowisku Alexa Duponta.